# Dream On (Anastacia)
Dream On è il primo singolo estratto dal quinto album della cantautrice statunitense Anastacia, pubblicato il 26 ottobre 2012 e inserito nell'album di cover rock maschili It's a Man's World.